# Elena Gómez Servera
Elena Gómez Servera (Manacor, 14 de novembre de 1985) és una ex-gimnasta artística mallorquina, campiona del món de gimnàstica artística l'any 2002 a Debrecen (Hongria), on obtingué el primer títol mundial per a la selecció espanyola de gimnàstica artística femenina.
Es va formar al Club Gimnàstic Cor Olímpic de Manacor, on tingué com a entrenadors Joana Maria Rigo i Mateu Riera. Posteriorment, es traslladà al CAR de Madrid, als 13 anys, on fou entrenada per Jesús Carballo. L'any 2002 aconseguí el primer títol mundial per a la gimnàstica femenina espanyola, imposant-se a la final amb una puntuació de 9.487 a l'holandesa Verona Van der Leur (9.350) i la nord-americana Samantha Sheehan (9.325).
Als 20 anys, el gener de 2006, anuncià la seva retirada. Posteriorment ha seguit vinculada a l'esport, dedicada a la formació de joves gimnastes des del club de gimnàstica artística masculina i femenina de Manacor que porta el seu nom, i a la gestió pública i dinamització de la participació femenina en l'esport com a coordinadora de l'àrea d'Esport i Dona del Govern Balear.

## Palmarès
- Campiona d'Espanya tres vegades.
- Medalla d'or al campionat del món del 2002 a Debrecen (Hongria).
- Medalla de bronze en la modalitat de terra al Mundial del 2003 a Anaheim (Califòrnia).[7]
- Diploma Olímpic en la modalitat de terra al Jocs Olímpics d'Atenes (Grècia) el 2004.
- Medalla de plata als campionats d'Europa d'Amsterdam (Països Baixos) el 2004.[8]